# Dominique Anel
Cet article possède un paronyme, voir Dominique Ansel.
Dominique Anel est un chirurgien français, né à Toulouse en 1679 et mort à Paris en 1730. 

## Biographie
Dominique Anel étudie à Montpellier et Paris puis devient chirurgien dans l'armée française d'Alsace avant de servir deux ans à Vienne, en Italie et dans l'armée autrichienne. En 1710, il devient professeur de chirurgie à Rouen, puis à Gênes et enfin s'installe à Paris. 
Anel est connu pour avoir imaginé le premier de traiter les anévrismes par la ligature de l'artère au-dessus de la tumeur, méthode qui fut faussement attribuée à Hunter qui l'a perfectionnée. Anel a proposé pour la fistule lacrymale un procédé de traitement qui a reçu l'approbation de beaucoup de chirurgiens.
Il a mis au point une méthode permettant de tirer le sang des cavités du corps et le pus des plaies ou des abcès à l'aide d'un siphon plutôt que de sucer la plaie.
Vers 1720, il fabrique une seringue sur le modèle de la seringue à lavement, mais beaucoup plus petite.
Il épouse en 1730 à Paris Elisabeth Chaperon, fille d'un chirurgien. Mme Anel est enceinte lors de son mariage car elle accouche dès le 13 septembre suivant d'un fils, Antoine Charles. Une fille naîtra l'année suivante, Marie Angélique Anel Le Rebours.

## Publications
Parmi les mémoires qu'il a publiés, il y en a plusieurs sur la fistule intitulés : 
- Observation singulière sur la fistule lacrymale (1713)
- Nouvelle méthode de guérir les fistules lacrymales (1714) lire en ligne sur Gallica
- Dissertation sur la nouvelle découverte de l'hydropisie du conduit lacrymal,  présentée à Messieurs de l'Académie royale des sciences de Paris, le 16 septembre 1715, lire en ligne sur Gallica